# Тапканов, Тимур Ильич
Тимур Ильич Тапканов (22 ноября 1977, Фрунзе) — киргизский футболист, защитник. Выступал за сборную Кыргызстана.

## Биография
На взрослом уровне начал выступать в 1994 году в клубе высшей лиги Кыргызстана «Шумкар-СКИФ» (Бишкек), провёл в его составе три сезона. В 1997 году перешёл в бишкекское «Динамо», в его составе становился чемпионом страны 1997 и 1998 года. В 1999 году «Динамо» снова завоевало чемпионский титул, но футболист в ходе сезона покинул команду и перешёл в «Дордой». В составе «Дордоя» — трёхкратный бронзовый призёр национального чемпионата (2001, 2002, 2003). Сезон 2004 года начал в составе «Шоро», а в середине сезона, после расформирования клуба перешёл в «Жайыл-Баатыр» (Кара-Балта), где выступал до конца 2004 года. О дальнейших выступлениях сведений нет.
Всего в высшей лиге Кыргызстана сыграл не менее 209 матчей, забил 6 голов.
В национальной сборной Кыргызстана провёл дебютный матч 3 августа 1999 года в рамках отборочного турнира Кубка Азии против Омана. Всего в 1999—2000 годах сыграл 4 матча за сборную.
В 2011 году эмигрировал в Израиль. Женат, есть двое детей — дочь Лейла и сын Даниэль.